# Haie morte

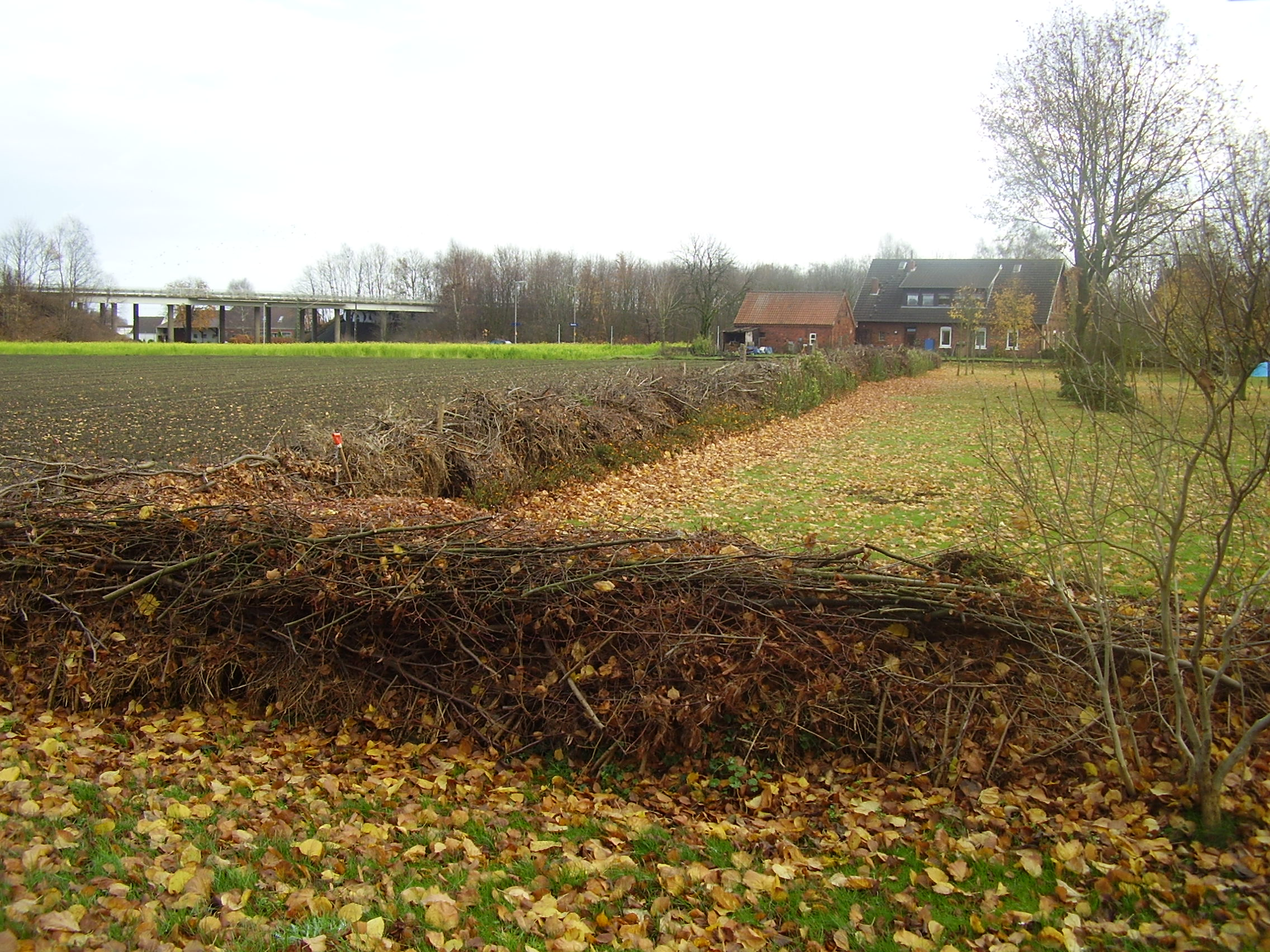
Exemple de « haie sèche » (ici à Barrien en Basse-Saxe).
Ce type d’andain de bois mort attire des micromammifères et surtout des oiseaux dont les déjections garnies de graines donneront naissance en quelques années à une haie vive (naturellement adaptée au contexte bioclimatique)

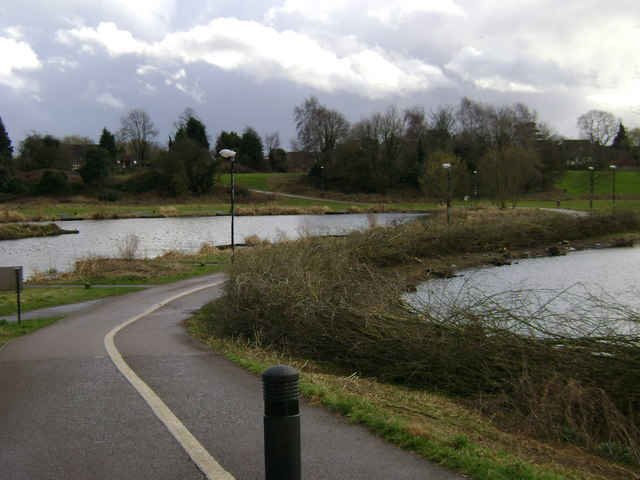
L'étang de gauche est un étang de pêche, alors que la mare (à droite) est mise en réserve (protégée par une haie morte) pour la faune sauvage (Royaume-Uni)

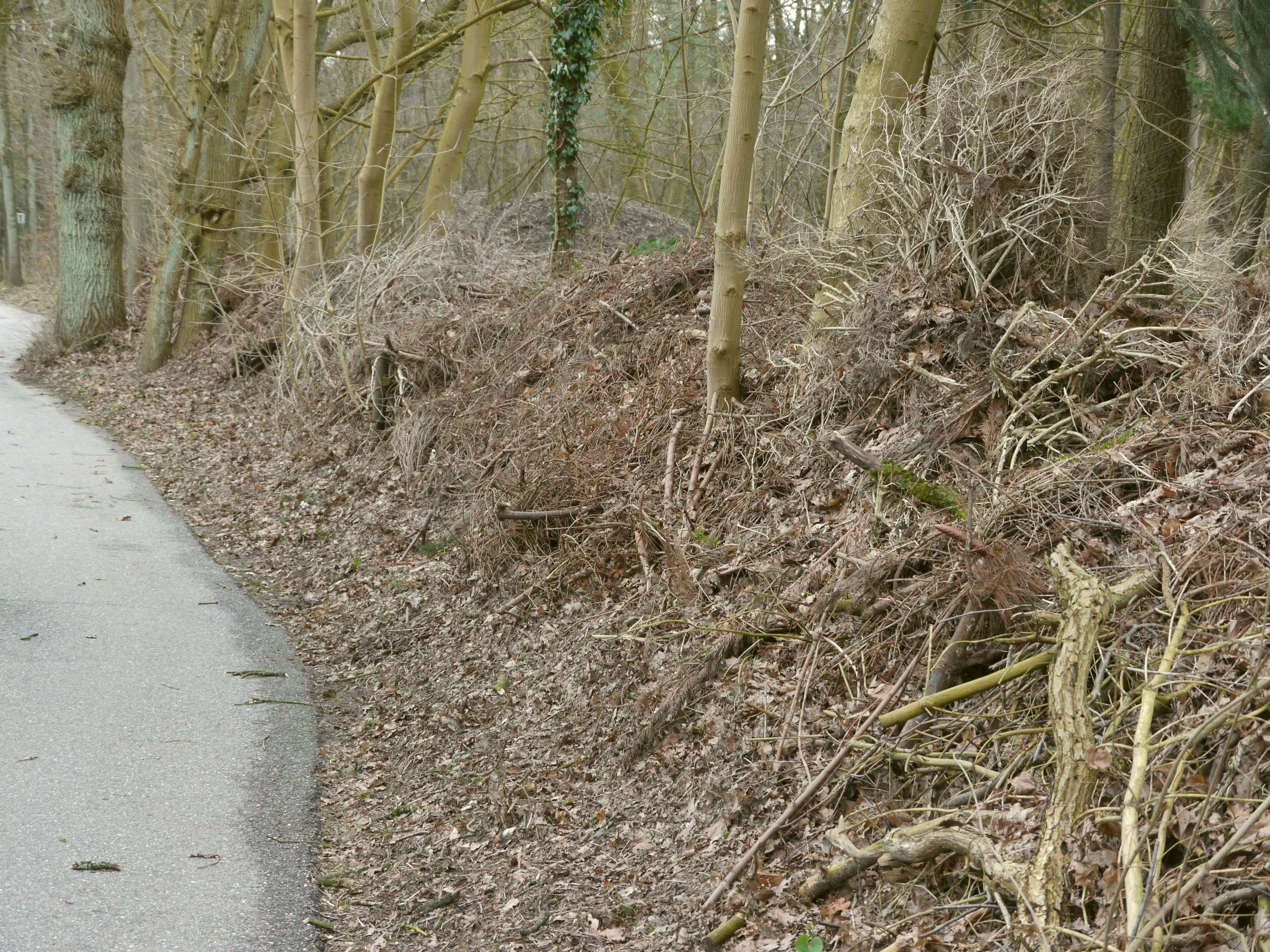
Haie morte, en bordure de milieux boisé (où les rémanents sont faciles à trouver)

Une « haie morte » ou « haie sèche » (dead hedge ou encore brushwood fences quand il s’agit de clôtures en paillage cousu pour les anglophones) est un andain de branches et racines mortes assez long et épais pour être aussi efficace qu’une haie comme abri ou barrière (le long d’une route, d’un cours d'eau, d’une propriété, d’une parcelle cultivée ou d’élevage, etc. ). Ces branches peuvent provenir de la taille de haies, de coupes forestières ou de tailles d’entretien d'arbres têtards, d'alignements, etc.
Quand ces « haies » sont soigneusement plessées ou entrelacées, on les nomme parfois « haies de Benjes », du nom d’un promoteur de cette technique, Hermann Benjes, un écologue allemand qui, à la fin des années 1980, a décrit et promu une forme de plessage réalisée avec du bois mort.

## Histoire
De telles haies ont peut-être existé dès la préhistoire.
On en trouve des traces historiques médiévales et récentes en Europe pour la période des « renclôtures » au tout début de la révolution industrielle en Angleterre.
Elles sont encore très utilisées de nos jours dans de nombreux pays pauvres (dont en zone sahélienne, avec par exemple des branches de Ziziphus mauritiana). Elles servent aussi parfois de clôtures de jardins périurbains, par exemple à Khartoum au Soudan (haies de 0.5 à 2 m de haut et de 0,3 à 2,5 m de large), avec des branches d’épineux notamment.
Elles ont aussi été provisoirement utilisées pour conforter des lignes de défense ou d'attaque par des armées en guerre ou lors de sièges.
Certaines haies sèches sont construites et orientées pour en faire des abris contre le vent, pour protéger des huttes ou villages, du bétail ou des cultures. Ce fut en France par exemple autrefois le cas pour la protection de vergers et cultures maraichères contre le mistral en vallée du Rhône, permettant de moins intercepter de lumière solaire et de chaleur (que les haies vives de cyprès et peupliers dans cette région). Ce type de haie est aujourd’hui souvent remplacé par un matériau synthétique semi-perméable au vent.
Dans une grande partie du monde, au XXe siècle, les haies mortes (et vives) ont malheureusement été remplacées par des grillages ou fils de fer barbelés, et parfois par des assemblages de tôles et de déchets divers.
Leurs objectifs sont parfois aujourd’hui différents. Ils tendent à évoluer d’une fonction principale de clôture à d’autres fonctions (corridor par exemple et autres services écosystémiques).

## Enjeux paysagers
Les haies sèches sont généralement considérées comme peu esthétiques (à la différence des murets de pierres sèches), mais la haie vive subspontanée qui est ce vers quoi elles évoluent naturellement est généralement considérée par les paysagistes, géographes et promeneurs comme une infrastructure écologique et un élément paysager de grande valeur esthétique et aménitaire.

## Valeur écologique et agroécologique
Outre une fonction de barrière (qui peut être renforcée par la présence d’une clôture en grillage, la présence de barbelés, ou de tiges de ronces ou de branches d’épineux), une haie morte peut avoir d’autres fonctions :
- corridors biologiques pour de petits oiseaux, invertébrés et micromammifères qui échapperont là plus facilement à leurs prédateurs, tout en pouvant se déplacer (la nuit notamment). En complément des haies vives, elles peuvent contribuer à la défragmentation écologique de paysages cultivés ou dégradés[8], notamment en zone tropicale[9] et dans des zones arides[10],[11].
- Dans les zones littorales sableuses ou en contexte désertiques sableux les haies mortes peuvent de plus fixer les mouvements de dunes et de sable à la manière de gabions, cependant le bois mort y manque souvent.
- zone de protection pour les oiseaux[12], insectes, micromammifères, ayant une action similaire à celle d’un « hôtel à insectes » linéaire ;
- zone de restauration de l’humus, grâce notamment aux champignons et populations bactériennes et d’invertébrés saproxylophages qui s’y installeront ;
- zone d’accueil et de déplacement de populations d’auxiliaires de l'agriculture (tels que hérissons et amphibiens (surtout si associé à un fossé humide), prédateurs de rongeurs, ou encore carabes et lucioles consommateurs de limaces et escargots. Les branches mortes peuvent aussi supporter de nombreuses chrysalides de papillons pollinisateurs ou protéger des populations d’abeilles solitaires.
- création d’une enclosure et d’un microclimat propice à la plantation de légumes ou d’arbres (dont en contexte d’agroforesterie ou d’agrosylviculture. Ce type de haie se comporte aussi comme un filtre avec le vent et l’eau, et conservera sur place les feuilles mortes et de nombreuses graines apportées par le vent ou le ruissellement, ce qui est également propice à l’amélioration de la qualité humique du sol. Riches en perchoirs d’oiseaux et parcourues par les reptiles et d'autres petits animaux, elles « concentrent » des fientes et autres excréments qui enrichiront également le sol, au profit aussi d’une meilleure séquestration du carbone[13]. En contexte aride, le bois mort peut manquer car recherché comme bois de construction, de feu ou de production de charbon de bois, et la conversion d’une haie morte en haie vive ne se fait pas naturellement comme en contexte tropical ou tempéré.

Néanmoins, elles n'ont pas la valeur des haies vives où la biodiversité est (parmi tous les types de haies) maximale et inégalée, et qui localement peuvent aussi exister au Sahel ou installées sous d'autres climats difficiles...

## Valeur cynégétique
Ces haies mortes peuvent servir d'abris hivernaux et contre les intempéries (ou les canicules) à de nombreuses espèces de la faune sauvage (il est d’ailleurs possible de leur associer des « garennes artificielles »).
Elles sont aussi une source de nourriture en petits insectes et invertébrés pour certaines espèces de gibier qui en manquent dans les campagnes intensivement cultivées. C’est le cas par exemple des perdreaux, qui sont insectivores, avant de devenir granivores à l’âge adulte.
Les haies vives qui peuvent ensuite spontanément se former au travers de ces andains présentent beaucoup plus d'intérêt pour les espèces sauvages (chassées ou non).

## Intérêt agricole, agroécologique et agrosylvicole
Ces haies mortes peuvent contribuer à la lutte biologique dans un contexte de jardinage, de permaculture et/ou d’agriculture biologique tout en jouant un rôle de clôture de parcelles (avec des branches bien entrelacées) ou pour faire évoluer une agriculture intensive et chimique vers une agriculture soutenable. Il en est de même en sylviculture.
Les haies mortes permettent aussi un recyclage local de la nécromasse végétale issue de l’entretien du paysage, sans brûlage ni transports, avec donc une empreinte écologique et une empreinte carbone fortement améliorées.

## Devenir, évolution, gestion
Sans nouveaux apports de branches, une haie morte évolue vers un sol enrichi en humus ou se transforme naturellement en haie (les jeunes pousses y sont protégées de l’abroutissement par les chevreuils ou d’autres mammifères herbivores).
Ce type de milieu évolue rapidement. Il doit être régulièrement réapprovisionné en bois ou il évolue vers une haie vive (à ce titre, c'est un des outils de la gestion restauratoire, qui peut s'intégrer dans une approche d'écologie de la restauration ; il peut même s’agir d’une mesure compensatoire ou conservatoire). 
On peut alors les associer avec de gros débris de bois mort, des Chronoxyles, des fossés ou de petites mares (pour les amphibiens et invertébrés aquatiques) et des abris d’hibernation (Hibernaculum).

### Gestion des risques
Ce type d’aménagement présente dans certains cas (en régions sèches, en période de canicule, etc.) une vulnérabilité au feu. Cette vulnérabilité peut être atténuée par la présence d’un fossé, d'une noue humide ou d’une succession de petites dépressions où la pluie peut s’accumuler, permettant de conserver le bois mort plus humide plus longtemps. Cependant, en zone sèche et/ou aride, il est difficile de garder des fossés ou des noues ennoyés et le risque éolien oblige à des ancrages au sol importants.
En climat tempéré humide, après un certain temps (quand la lignine commence à être significativement dégradée par les champignons lignivores), le bois tend à rester plus humide et moins sensible au feu. Les racines encore couvertes de terre sont également moins sensibles au feu.
En région de moussons ou fortes pluies, elles risquent aussi d’être emportées par les inondations et de se dégrader rapidement (accélération de la décomposition du bois après la saison des pluies).